# Stellan Skantz
Stellan Evert Bertil Skantz, född 20 februari 1928 i Göteborg, död 20 september 1999 i Malmö, var en svensk skådespelare och inspicient.
Skantz är gravsatt i minneslunden på Skogskyrkogården i Stockholm.

## Filmografi i urval
- 1959 – Sköna Susanna och gubbarna
- 1964 – Svenska bilder
- 1966 – Trettio pinnar muck
- 1967 – Drrapå - kul grej på väg till Götet
- 1967 – Åsa-Nisse i agentform
- 1968 – Åsa-Nisse och den stora kalabaliken
- 1968 – Under ditt parasoll
- 1969 – Åsa-Nisse i rekordform
- 1972 – Anderssonskans Kalle
- 1972 – AWOL – avhopparen